# Boris Mikhailov (fotógrafo)
Borys Andriyovych Mykhailov (em ucraniano:  Бори́с Андрі́йович Миха́йлов; nascido em 25 de agosto de 1938) é um fotógrafo ucraniano. Ele foi descrito como "um dos artistas mais importantes da ex-URSS".

## Publicações
- Se eu fosse alemão. Dresden: Verlag der Kunst Dresden, 1995.ISBN 3-364-00352-1
- Boris Mikhailov. Estugarda: Oktagon, 1995.ISBN 9783896110015 .
- Pelo chão. Estugarda: Oktagon, 1996.ISBN 3-927789-91-7 .
- Ao entardecer. Estugarda: Oktagon, 1996.ISBN 3-927789-91-7 .
- Dissertação inacabada. Zurique: Scalo, 1998.ISBN 978-3931141974 . Com ensaio de Margarita Tupitsyn.
- História de caso. Zurique: Scalo, 1999.ISBN 978-3908247098 .
- Boris Mikhailov: The Hasselblad Award 2000. Zurique: Scalo, 2001.ISBN 978-3908247425 .
- Äußere Ruhe / Äussere Ruhe (Drucksache NF 4). Düsseldorf: Richter, 2000.ISBN 3-933807-21-2.
- Boris Mikhailov. Phaidon 55 series. Londres: Phaidon, 2000.
- Lago salgado. 2002ISBN 3-88243-815-0
- Boris Mikhailov: uma retrospectiva.
  - Zurique: Scalo, 2003.ISBN 978-3908247722 .
  - Eine Retrospektive.
- Olhe para Mim Eu Olho Para a Água. . . ou Perversão do Descanso, Göttingen: Steidl, 2004.ISBN 978-3882439687 .
- Snobismo da Crimeia. Tóquio: Rathole, 2006.
- Suzi Et Cetera. Colónia: Walther König, 2007.ISBN 978-3865601131 .
- Sanduíche de ontem. Londres: Phaidon, 2009.ISBN 978-0714848563 .
- Maquette Braunschweig. 2010.ISBN 978-3-86521-834-6
- O casamento. Londres: Mörel Books, 2011.ISBN 978-1907071195 .
- Chá Café Cappuccino. Colónia: Walther König, 2011.ISBN 978-3865608772 .
- O tempo está esgotado. Berlim: Distanz, 2012.ISBN 978-3942405645 .
- Eu não sou. Londres: Morel, 2015.ISBN 978-1-907071-45-4 . Com uma mensagem de Simon Baker. Edição de 500 exemplares.
- Suzi et Cetera (Parte 2). 89 Livros, 2019.
- Sanduíche de ontem II. Tóquio: Super Labo, 2019.

## Prémios
- 2000: Prêmio Internacional de Fotografia da Fundação Hasselblad, Suécia.[2]
- 2001: Citigroup Photography Prize (mais tarde renomeado Deutsche Börse Photography Prize ), The Photographers 'Gallery, Londres.[3]